# Serhij Voronin
Serhij Oleksandrovyč Voronin (in ucraino Сергій Олександрович Воронін?; Kiev, 24 marzo 1987) è un calciatore ucraino, difensore del Delta Varsavia.

## Carriera

### Club
Ha giocato nella prima divisione ucraina.

### Nazionale
Ha giocato nelle nazionali giovanili ucraine Under-18 ed Under-19.

## Palmarès

### Club

#### Competizioni nazionali
- Perša Liha: 1

Sevastopol': 2012-2013